# Kanumarathon-Weltmeisterschaften 2018
Die 26. Kanumarathon-Weltmeisterschaften fanden vom 5. bis 9. September 2018 im portugiesischen Vila Verde statt. Der austragende Verband war die ICF.
Die Länge der Strecke betrug je nach Wettbewerb 15,4 km, 26,2 km oder 29,8 km.
Es wurden vier Wettbewerbe für Männer und drei Wettbewerbe für Frauen ausgetragen.

## Medaillengewinner

### Herren

#### Canadier
| Disziplin | Gold                             | Zeit         | Silber                               | Zeit         | Bronze                              | Zeit         |
| --------- | -------------------------------- | ------------ | ------------------------------------ | ------------ | ----------------------------------- | ------------ |
| C1        | Spanien Manuel Antonio Campos    | 2:07:31,32 h | Spanien Manuel Garrido               | 2:07:40,06 h | Ungarn Ádám Dóczé                   | 2:08:05,54 h |
| C2        | Spanien Oscar Grana Diego Romero | 1:58:31,48 h | Ungarn Zoltán Koleszár Levente Balla | 1:58:36,87 h | Tschechien Jakub Brezina Jan Dlouhy | 1:58:59,72 h |

#### Kajak
| Disziplin | Gold                                   | Zeit         | Silber                           | Zeit         | Bronze                            | Zeit         |
| --------- | -------------------------------------- | ------------ | -------------------------------- | ------------ | --------------------------------- | ------------ |
| K1        | Südafrika Andrew Birkett               | 2:09:29,06 h | Ungarn Adrián Boros              | 2:09:30,85 h | Südafrika Jasper Mocke            | 2:09:33,04 h |
| K2        | Südafrika Hank Mcgregor Andrew Birkett | 2:02:16,31 h | Ungarn Adrián Boros László Solti | 2:02:16,97 h | Spanien Miguel Llorens Luis Pérez | 2:02:18,61 h |

### Damen

#### Canadier
| Disziplin | Gold                   | Zeit         | Silber               | Zeit         | Bronze                      | Zeit         |
| --------- | ---------------------- | ------------ | -------------------- | ------------ | --------------------------- | ------------ |
| C1        | Ukraine Ljudmyla Babak | 1:24:18,27 h | Ungarn Zsófia Kisbán | 1:26:05,69 h | Frankreich Marine Sansinena | 1:28:42,65 h |

#### Kajak
| Disziplin | Gold                                    | Zeit         | Silber                          | Zeit         | Bronze                                | Zeit         |
| --------- | --------------------------------------- | ------------ | ------------------------------- | ------------ | ------------------------------------- | ------------ |
| K1        | Ungarn Vanda Kiszli                     | 2:06:16,4 h  | Ungarn Sára Mihalik             | 2:06:29,31 h | Spanien Eva Barrios                   | 2:06:30,84 h |
| K2        | Ungarn Renáta Csay Zsófia Czéllai-Vörös | 1:56:14,05 h | Spanien Eva Barrios Amaia Osaba | 1:58:59,37 h | Spanien Tania Álvarez Tania Fernández | 1:59:29,22 h |

## Medaillenspiegel
| Rang   | Nation     | Gold | Silber | Bronze | Gesamt |
| ------ | ---------- | ---- | ------ | ------ | ------ |
| 1      | Ungarn     | 2    | 5      | 1      | 8      |
| 2      | Spanien    | 2    | 2      | 3      | 7      |
| 3      | Südafrika  | 2    | 0      | 1      | 3      |
| 4      | Ukraine    | 1    | 0      | 0      | 1      |
| 5      | Tschechien | 0    | 0      | 1      | 1      |
| 5      | Frankreich | 0    | 0      | 1      | 1      |
| Gesamt | Gesamt     | 7    | 7      | 7      | 21     |